# Kenneth H. Cooper
Kenneth H. Cooper (rođen 4. ožujka, 1931, u Oklahoma City) je američki liječnik i časnik u američkom ratnom zrakoplovstvu, koji je prvi uveo koncept aerobnog vježbanja. Autor je knjige iz 1968. engl. "Aerobica" koja zagovora prevenciju bolesti
kardiovaskularnog sustava, aerobnim tjelesnim vježbanjem. Razvio je jednostavan test (Cooperov test, izvorno trčanje na daljinu u trajanju od 12 minuta) koji dobro korelira s VO2max (maksimalni aerobni kapacitet) i mogao se lako upotrebljavati za procjenu stupnja fizičke pripremljenosti velikog broja ljudi.